# Tiga (Nouvelle-Calédonie)
Pour les articles homonymes, voir Tiga.
Tiga (ou Toka ou Tokanod en langue drehu) est une île de Nouvelle-Calédonie situé à environ 30 km de Maré. L'île dépend de la commune de Lifou.

## Géographie
L'île mesure six kilomètres sur deux et son sommet s'élève à 92 m. Elle abrite une seule tribu située au nord-ouest qui appartient au district de Lossi et compte environ 150 habitants. Il s'agit d'un atoll surélevé.
En 2016, les trois quarts des natifs de Tiga vivent dans le Grand-Nouméa.

## Histoire
En juin 1827, l'île est abordée pour la première fois par un Européen, le capitaine Jules Dumont d'Urville lors de son voyage austral à bord de L'Astrolabe qui lui donne le nom d'île Boucher,. À cette époque, l'île est peuplée par environ cent personnes.
Sa forme bombée a donné lieu à une légende, qui se transmet par la tradition orale. Elle raconte qu'un rat, poursuivi par les habitants de l'île de Lifou, se sauva sur un rocher appelé « taetawanod ». Il pleura, pleura, jusqu'à ce qu'une tortue accepte de le transporter sur son dos vers Maré. Mais la tortue facétieuse décida d'interrompre sa route au beau milieu du voyage, et c'est ainsi qu'apparut Tiga[réf. nécessaire].
La commune fait partie de l'aire coutumière Drehu.

## Personnalités liées à la commune
- Yann Céléné Uregeï (1932-2000) : homme politique autonomiste puis indépendantiste.
- Jacques Iekawé (1946-1992) : premier préfet néo-calédonien.
- Louis Kotra Uregei (1951-2022) : syndicaliste, chef d'entreprise et homme politique indépendantiste.
- Groupes musicaux : Ekoten, Toka Era, Lilozur .